# Eletrodomésticos (banda)
Eletrodomésticos foi uma banda brasileira que fez muito sucesso na década de 1980. Seu som pode ser enquadrado nos chamados techno pop, New wave e Synth pop.

## Carreira
| “ | “Fomos uma das bandas promissoras da New Wave que não tiveram oportunidade das grandes gravadoras nacionais, porque nos achavam futuristas demais com os sintetizadores Kraftwerkianos, mesmo tendo sido uma das músicas mais tocadas no Brasil no verão de 86, chegamos até o clipe do programa Fantástico da rede Globo de TV que era o topo do rock nacional na época!” | ” |

Com um som dançante e letras sobre tecnologia e temática urbanas, a banda agitou os palcos cariocas em meados da década de 80. Começou a aparecer através da Rádio Fluminense, que apostava nas bandas estreantes colocando no ar suas "fitas demos" (registros preliminares de canções feitos em fitas K7). Em 1985, a gravadora CBS lançou em vinil o álbum "Os Intocáveis", que reuniu 12 novas bandas de rock. Eletrodomésticos esteve presente nesta coletânea. 
No mesmo ano, a canção “Choveu no meu chip” da banda foi lançada pelo selo Epic (Sony), num single que logo alcançou os primeiros lugares das paradas, contendo também a faixa “Serão Extra” da banda Dr. Silvana & Cia. Ainda em 85, a banda "Eletrodomésticos" foi lançada ao lado da cantora Simone, das bandas RPM, Metrô, Tokyo e outros, na coletânea Dance-Mix 2, também pelo selo Epic. Em 1986, a gravadora Som Livre lançou a coletânea Overdoze, long-play que reuniu artistas de grande sucesso do momento: Cazuza, Rita Lee e Roberto de Carvalho, Léo Jaime e Barão Vermelho, entre outros – exatamente o que tocava nas rádios daquele ano. “Choveu no meu chip” era a faixa 04 do lado A.
Com a canção estourada nas rádios, a banda era presença constante na TV, participando dos programas de auditórios mais famosos como o Cassino do Chacrinha, Xuxa, Bolinha e Raul Gil entre outros e deixou sua marca no cenário musical. A banda se apresentou em shows pelo Brasil e participou de festivais, como o Cidade Live Concert, show icônico do Rock BR organizado pela Rádio Cidade no Estádio de Remo da Lagoa, no Rio de Janeiro (23 de fevereiro de 1986). Por volta de 1987, seus integrantes se separaram.
Em novembro de 2002, a banda voltou a ativa, com um único membro da formação original – o guitarrista Manfredo, gravando canções compostas pela banda no cd "Urbanóide" (selo independente).

### Formações

#### Primeira Formação
- Ricardo Camillo - voz
- Luciana Lumyx Araujo - Teclados, Backing-Vocal
- Manfredo - Guitarra, Violão, Backing-Vocal
- Guilherme Jardim - Guitarra

#### Formação Atual (pós anos '80)
- Arthur Nabeth - Voz
- Manfredo - Guitarra, Violão, Teclado, Voz
- Bruno Macedo - Guitarra, Violão
- Alex carvalho - Baixo
- Alexandre Macedo - Bateria

### Discografia
- 1985 - Os Intocáveis (CBS)
- 1985 - Choveu no meu chip (CBS)
- 1985 - Dance-Mix 2 (Epic)
- 1986 - Overdoze (Som Livre)
- 2002 - Urbanóide (independente)

### Biografia sobre a Banda
- 2004 - Almanaque dos Anos 80